# Ala delta
El ala delta es un aerodino de ala fija construido para planear y realizar vuelos sin motor. El despegue y aterrizaje se efectúan a baja velocidad, por lo que es posible realizarlos a pie.

## Descripción
El ala delta es un deporte aéreo o una actividad recreativa en la que un piloto vuela en una aeronave ligera, no motorizada y más pesada que el aire llamada ala delta. Normalmente, el piloto lleva un arnés suspendido del fuselaje y controla la aeronave desplazando el peso del cuerpo en oposición a un marco de control.
Las primeras alas delta tenían una baja relación sustentación-resistencia, por lo que los pilotos se limitaban a planear por pequeñas colinas. En la década de 1980, esta relación mejoró notablemente y, desde entonces, los pilotos pueden volar durante horas, ganar miles de metros de altitud en corrientes térmicas ascendentes, realizar acrobacias aéreas y planear cientos de kilómetros campo a través. La Federación Aeronáutica Internacional y las organizaciones nacionales que regulan el espacio aéreo controlan algunos aspectos normativos del ala delta. Obtener las ventajas de seguridad que supone recibir instrucción es muy recomendable y, de hecho, un requisito obligatorio en muchos países.

## Historia

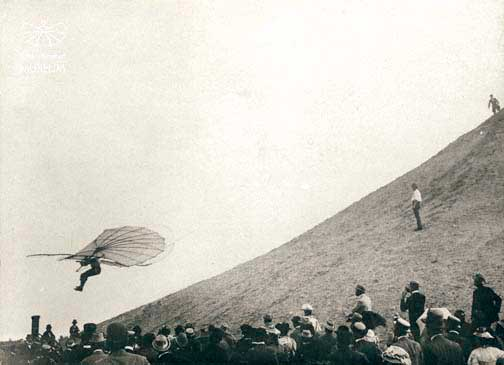
Otto Lilienthal en vuelo

En 1853, George Cayley inventó un planeador pilotado lanzado en pendiente. La mayoría de los primeros diseños de planeadores no garantizaban un vuelo seguro; el problema era que los primeros pioneros del vuelo no comprendían suficientemente los principios subyacentes que hacían funcionar el ala de un pájaro. A partir de la década de 1880 se produjeron avances técnicos y científicos que dieron lugar a los primeros planeadores realmente prácticos, como los desarrollados en Estados Unidos por John Joseph Montgomery. En la década de 1890, Otto Lilienthal construyó planeadores controlables con los que podía remontar crestas. Su trabajo, rigurosamente documentado, influyó en diseñadores posteriores, convirtiendo a Lilienthal en uno de los pioneros de la aviación más influyentes. Su aeronave se controlaba por desplazamiento del peso y es similar a un ala delta moderna.

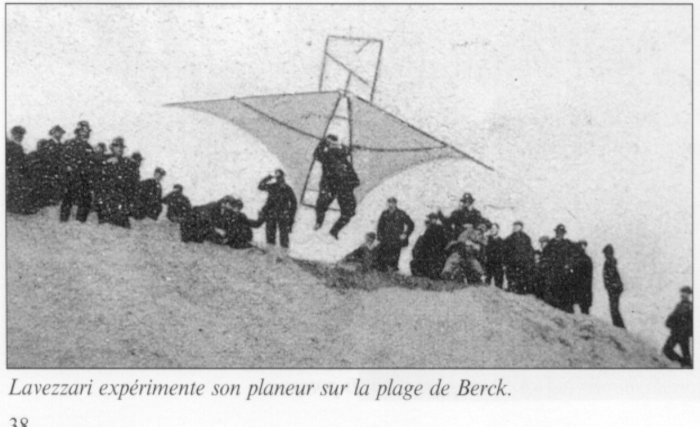
Jan Lavezzari con un parapente de doble vela.

El ala delta vio la luz en 1904, cuando Jan Lavezzari voló un ala delta de doble tela latina en la playa de Berck, Francia. En 1910, en Breslau, el marco de control triangular con el piloto de ala delta colgado detrás del triángulo en un ala delta, se puso de manifiesto en la actividad de un club de vuelo sin motor. El ala delta biplano fue muy publicitado en revistas públicas con planos para su construcción; tales alas delta biplano fueron construidas y voladas en varias naciones desde que Octave Chanute y sus alas delta biplano de cola fueron demostrados. En abril de 1909, un artículo de instrucciones de Carl S. Bates resultó ser un artículo fundamental sobre el ala delta que, al parecer, afectó a los constructores incluso de la época contemporánea. Muchos constructores harían su primer ala delta siguiendo el plan de su artículo. En 1940, Volmer Jensen con un ala delta biplano llamado VJ-11 permitió el control seguro en tres ejes de un ala delta lanzada con el pie.

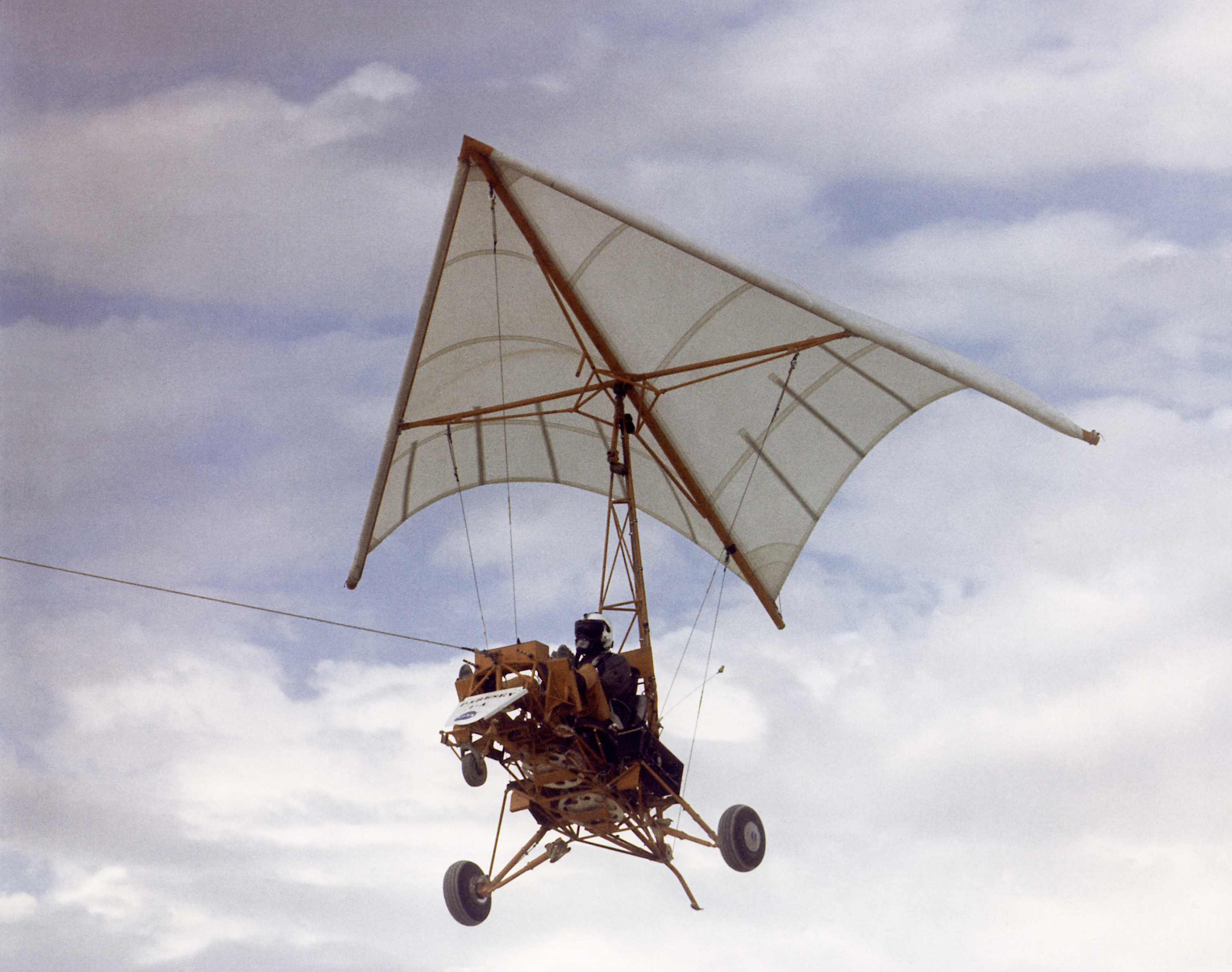
Planeador Paresev de la NASA en vuelo con cable de remolque.

El 23 de noviembre de 1948, Francis Rogallo y Gertrude Rogallo solicitaron una patente de cometa para un ala de cometa totalmente flexible con reivindicaciones aprobadas para sus rigideces y usos en planeo. En 1959, el ala flexible o ala Rogallo, la agencia espacial estadounidense NASA comenzó a probar en varias configuraciones flexibles y semirrígidas con el fin de utilizarla como sistema de recuperación para las cápsulas espaciales Gemini. Los diversos formatos de rigidización y la sencillez de diseño y construcción del ala, junto con su capacidad de vuelo lento y sus suaves características de aterrizaje, no pasaron desapercibidos para los aficionados al ala delta. En 1960-1962, Barry Hill Palmer adaptó el concepto de ala Rogallo para fabricar alas delta lanzadas desde el pie con cuatro disposiciones de control diferentes. En 1963, Mike Burns adaptó el ala Rogallo para construir un ala delta remolcable que llamó Skiplane. En 1963, John W. Dickenson adaptó con éxito el concepto de ala Rogallo para fabricar otra cometa de esquí acuático, por ello la Federación Aeronáutica Internacional le concedió a Dickenson el Diploma de Ala Delta (2006) por la invención del ala delta «moderna».Desde entonces, el ala Rogallo ha sido el perfil aerodinámico más utilizado en las alas delta.  
Otro dato interesante es que en la década de 1970, muchas compañías por todo el mundo comenzaron a hacer copias del ala delta de Dickenson, y el vuelo libre se volvió popular como deporte de diversión y de competencias en muchas partes del mundo, especialmente en Europa, Australia, Nueva Zelanda y EE. UU. Los primeros campeonatos del mundo se celebraron en 1976, en Austria. 

## Componentes

### Tela
El ala delta se sirve de una superficie de tela muy amplia, con forma de delta, y parte de lugares elevados para planear.  La tela suele estar hecha de poliéster impregnado con resina, un material ligero y muy duradero, o de composites laminados, que son menos elásticos y mantienen mejor la forma del ala. Este último se reserva para alas de alto rendimiento porque minimiza la torsión.  Para proteger el ala de la radiación ultravioleta, el extradós se recubre con una película con algún pigmento como TiO2. 
Tela de poliéster tejida
La tela de poliéster tejida es un tejido muy apretado de fibras de poliéster de pequeño diámetro que se ha estabilizado mediante la impregnación en caliente de una resina de poliéster. La impregnación de resina es necesaria para proporcionar resistencia a la distorsión y al estiramiento. Esta resistencia es importante para mantener la forma aerodinámica de la vela. El poliéster tejido proporciona la mejor combinación de ligereza y durabilidad en una vela, con las mejores cualidades generales de manejo.
Tela laminada
Los materiales para telas laminadas que utilizan films de poliéster consiguen un rendimiento superior al utilizar un material menos elástico que mantiene mejor la forma de la vela, pero sigue siendo relativamente ligero de peso. Las desventajas de los tejidos de films de poliéster son que su menor elasticidad bajo carga suele traducirse en un manejo más rígido y con menor capacidad de respuesta, y que los tejidos laminados de poliéster no suelen ser tan duraderos o resistentes como los tejidos.
La tela se sustenta en una estructura de aluminio (o titanio) en cuyo centro va suspendido el piloto por medio de un arnés y normalmente adopta una posición de tendido, dirigiendo el ala delta por medio de cambios de posición pendular con lo cual desplaza el centro de gravedad. Las dos formas de despegue más utilizadas son remolcado, ya sea por un torno o mediante aero-towing, y el despegue a pie, el cual se realiza corriendo por una pendiente, hasta que el ala logra la sustentación necesaria o descolgándose en picada unos metros para obtener la velocidad necesaria.

### Marco de control triangular
En la mayoría de las alas delta, el piloto está instalado en un arnés suspendido del fuselaje, y ejerce el control desplazando el peso del cuerpo en oposición a un marco de control estacionario, también conocido como marco de control triangular, o «A-frame». El bastidor de control consta normalmente de 2 «tubos descendentes» y una barra de control/barra base/tubo base. Cada extremo de la barra de control está unido a un tubo vertical o a un puntal más aerodinámico (un «tubo descendente»), donde ambos se extienden desde el tubo base y se conectan al vértice de la estructura de control/la quilla del parapente. Esto crea la forma de un triángulo o «A-frame». En muchas de estas configuraciones se pueden suspender ruedas adicionales u otros equipos de la barra inferior o de los extremos de las varillas.
Las imágenes que muestran un marco de control triangular en el ala delta de Otto Lilienthal de 1892 muestran que la tecnología de dichos marcos existía desde los primeros diseños de alas delta, pero él no lo mencionó en sus patentes. En los diseños de Octave Chanute también aparecía un marco de control para el desplazamiento del peso del cuerpo. Fue una parte importante del ahora común diseño de alas delta de George A. Spratt desde 1929. El más simple de los armazones en A, atirantado, fue demostrado en un encuentro de alas delta del club de planeadores de Breslau en un ala delta de sable lanzable con los pies en el año 1908 por W. Simon; el historiador de alas delta Stephan Nitsch ha recopilado ejemplos también del armazón de control en U usado en la primera década de 1900; la U es una variante del armazón en A.

## Entrenamiento y seguridad

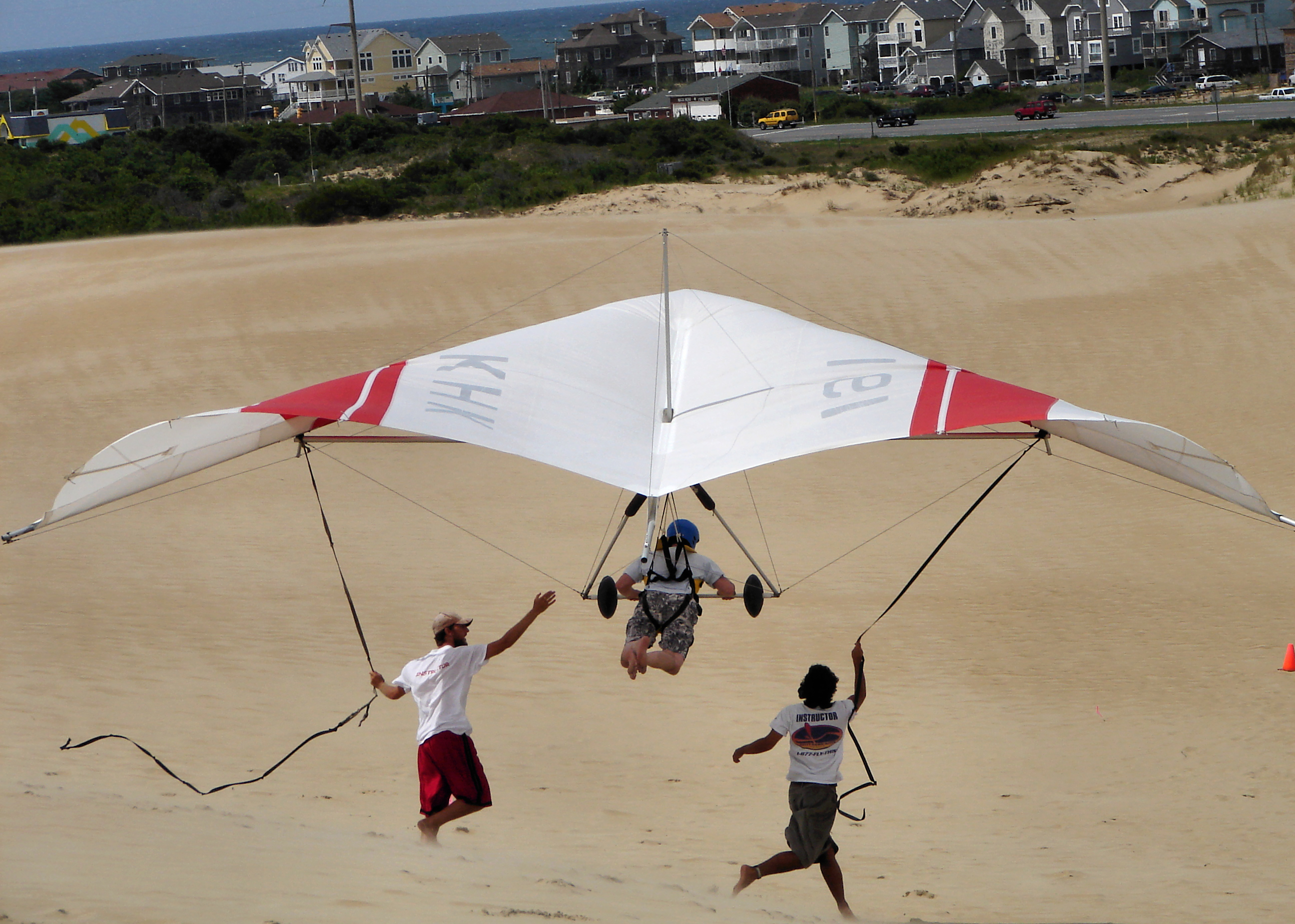
Aprendiendo a volar en ala delta

Debido al escaso historial de seguridad de los primeros pioneros del ala delta, este deporte se ha considerado tradicionalmente inseguro. Los avances en la formación de los pilotos y en la construcción de las alas han mejorado mucho la seguridad. Las alas delta modernas son muy resistentes cuando se construyen según las normas de la Asociación de Fabricantes de Alas delta, la BHPA (por sus siglas en español), la Deutscher Hängegleiterverband u otras normas certificadas, utilizando materiales modernos. A pesar de su ligereza, pueden dañarse fácilmente, ya sea por un mal uso o por un uso continuado en condiciones meteorológicas y de viento poco seguras. Todos los planeadores modernos llevan incorporados mecanismos de recuperación en picado, como líneas de grátil en los planeadores con mástil, o «sprogs» en los planeadores sin mástil.
Los pilotos vuelan con arneses que sujetan su cuerpo. Existen varios tipos de arneses. Los arneses Pod se colocan como una chaqueta y la parte de las piernas queda detrás del piloto durante el despegue. Una vez en el aire, los pies se introducen en la parte inferior del arnés. Se cierran en el aire con una cuerda y se desabrochan antes de aterrizar con otra cuerda. Durante el despegue, se coloca un arnés tipo capullo sobre la cabeza y delante de las piernas. Tras el despegue, los pies se introducen en él y la parte trasera queda abierta. Un arnés con percha para las rodillas también se coloca sobre la cabeza, pero la parte de las rodillas se envuelve alrededor de las rodillas antes del despegue y recoge la pierna del piloto automáticamente después del despegue. Un arnés supino o suprone es un arnés sentado. Las correas de los hombros se ponen antes del despegue y después de despegar el piloto se desliza hacia atrás en el asiento y vuela sentado.
Los pilotos llevan un paracaídas incluido en el arnés. En caso de problemas graves, el paracaídas se despliega manualmente (a mano o con un asistente balístico) y lleva a tierra tanto al piloto como al parapente. Los pilotos también llevan casco y, por lo general, otros elementos de seguridad, como cuchillos (para cortar la brida del paracaídas tras el impacto o las cuerdas y correas del arnés en caso de aterrizaje en un árbol o en el agua), cuerdas ligeras (para descolgarse de los árboles y subir herramientas o cuerdas de escalada), radios (para comunicarse con otros pilotos o con el personal de tierra) y equipo de primeros auxilios.
La tasa de accidentes de vuelo en ala delta ha disminuido drásticamente gracias a la formación de los pilotos. Los primeros pilotos de ala delta aprendieron este deporte por ensayo y error, y a veces los planeadores se construían en casa. Los programas de entrenamiento se han desarrollado para el piloto de hoy con énfasis en el vuelo dentro de límites seguros, así como la disciplina de dejar de volar cuando las condiciones meteorológicas son desfavorables, por ejemplo: exceso de viento o riesgo de aspirar nubes.
En el Reino Unido, un estudio de 2011 informó de que hay una muerte por cada 116.000 vuelos, un riesgo comparable a la muerte súbita cardiaca por correr una maratón o jugar al tenis.Una estimación de la tasa de mortalidad mundial es de una muerte por cada 1000 pilotos activos al año.
La mayoría de los pilotos aprenden en cursos reconocidos que conducen a la obtención de la tarjeta de Información Internacional de Competencia de Piloto, reconocida internacionalmente y expedida por la FAI. 

## Despegue
Las técnicas de lanzamiento incluyen el lanzamiento desde una colina/acantilado/montaña/duna de arena/cualquier terreno elevado a pie, el lanzamiento por remolque desde un sistema de remolque basado en tierra, el aerotowing (detrás de una aeronave propulsada), los arneses propulsados y ser remolcado por una embarcación. Los remolcadores modernos suelen utilizar sistemas hidráulicos diseñados para regular la tensión de la línea, lo que reduce las posibilidades de bloqueo, ya que las fuerzas aerodinámicas fuertes provocan un enrollamiento adicional de la cuerda en lugar de una tensión directa en la línea de remolque. También se han utilizado con éxito otras técnicas de lanzamiento más inusuales, como el lanzamiento de globos aerostáticos desde gran altitud. Cuando las condiciones meteorológicas son inadecuadas para mantener un vuelo de sustentación, el resultado es un vuelo de arriba abajo que se denomina «vuelo de trineo». Además de las configuraciones típicas de despegue, un ala delta puede construirse de tal manera que permita modos de despegue alternativos al despegue a pie; una forma práctica de hacerlo es para personas que físicamente no pueden despegar a pie.
En 1983, Denis Cummings reintrodujo un sistema de remolque seguro que estaba diseñado para remolcar a través del centro de masa y tenía un indicador que mostraba la tensión de remolque, también integraba un «eslabón débil» que se rompía cuando se superaba la tensión de remolque segura. Tras las pruebas iniciales, en el valle Hunter, Denis Cummings, piloto; John Clark, (Redtruck), conductor; y Bob Silver, aficionado, iniciaron la competencia de ala delta Flatlands en Parkes, NSW. La competencia creció rápidamente, pasando de 16 pilotos el primer año a albergar un Campeonato del Mundo con 160 pilotos remolcando desde varios campos de trigo del oeste de Nueva Gales del Sur. En 1986, Denis y «Redtruck» llevaron a un grupo de pilotos internacionales a Alice Springs para aprovechar las enormes térmicas. Con el nuevo sistema se batieron muchos récords mundiales. Con el creciente uso del sistema, se incorporaron otros métodos de lanzamiento, cabrestante estático y remolque detrás de un triciclo ultraligero o un avión ultraligero.

## Vuelo a vela y vuelo de travesía

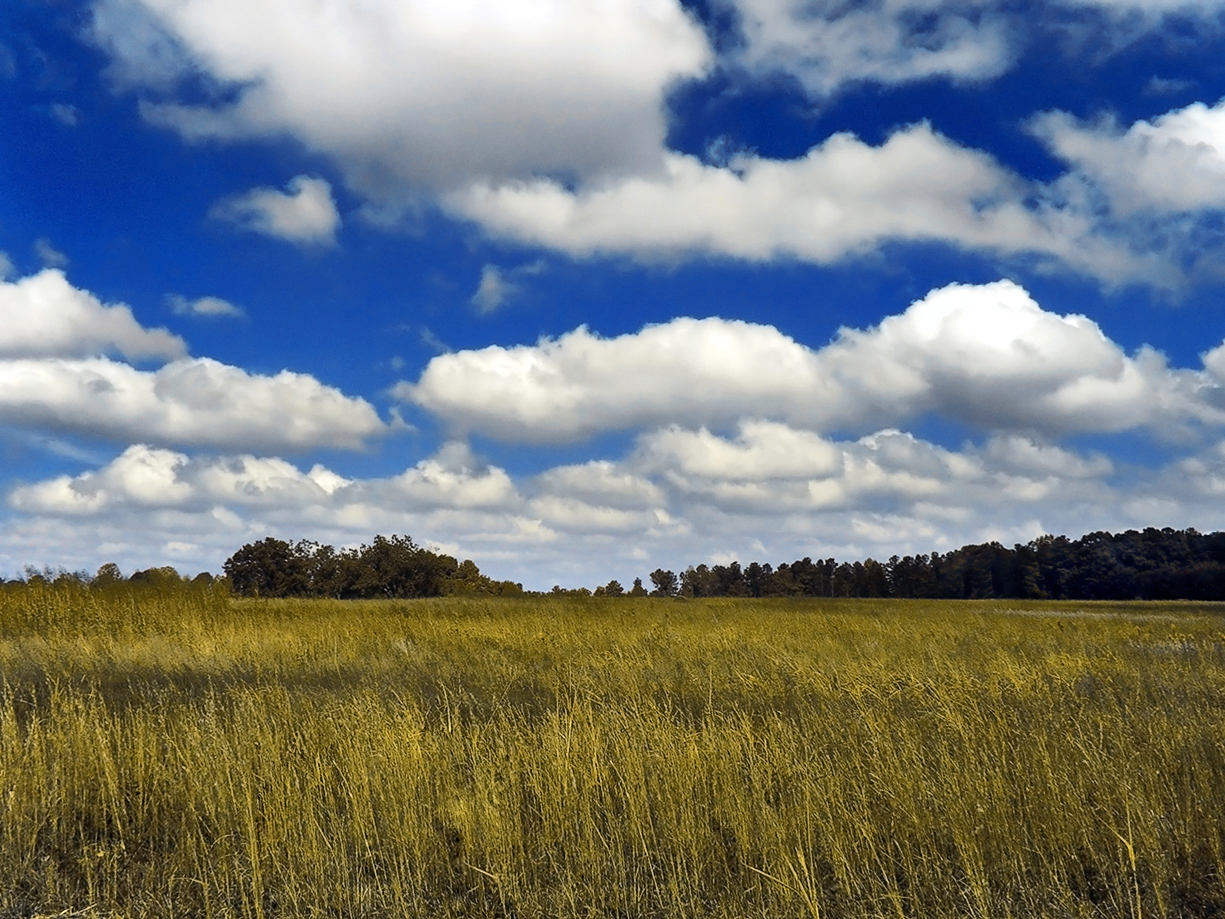
Buen tiempo para planear. Cúmulos bien formados con bases más oscuras sugieren térmicas activas y vientos flojos.

Un planeador en vuelo está descendiendo continuamente, por lo que para lograr un vuelo prolongado, el piloto debe buscar corrientes de aire ascendentes más rápidas que la velocidad de hundimiento del planeador. Seleccionar las fuentes de corrientes de aire ascendentes es la habilidad que hay que dominar si el piloto quiere conseguir volar largas distancias, lo que se conoce como cross-country (XC). Las masas de aire ascendentes proceden de las siguientes fuentes:
Térmica
La fuente de sustentación más utilizada es la energía solar, que calienta el suelo y, a su vez, el aire que se encuentra sobre él.   Este aire caliente se eleva en columnas conocidas como térmicas. Los pilotos de vuelo a vela se dan cuenta rápidamente de las características del terreno que pueden generar térmicas y sus puntos de activación a sotavento, porque las térmicas tienen una tensión superficial con el suelo y ruedan hasta alcanzar un punto de activación. Cuando la térmica se eleva, el primer indicador son los pájaros en picado que se alimentan de los insectos que se llevan por delante, o los remolinos de arena, o un cambio en la dirección del viento cuando el aire es arrastrado por debajo de la térmica. A medida que la térmica asciende, los pájaros que se elevan son más grandes. La térmica asciende hasta que se convierte en un cúmulo o alcanza una capa de inversión, que es donde el aire circundante se calienta con la altura y detiene el desarrollo de la térmica en una nube. Además, casi todos los planeadores contienen un instrumento conocido como variómetro (un indicador de velocidad vertical muy sensible) que muestra visualmente (y a menudo de forma audible) la presencia de sustentación y hundimiento. Una vez localizada una térmica, un piloto de planeador dará vueltas dentro de la zona de aire ascendente para ganar altura. En el caso de una calle de nubes, las térmicas pueden alinearse con el viento, creando filas de térmicas y aire que se hunde. Un piloto puede utilizar una calle de nubes para volar largas distancias en línea recta permaneciendo en la fila de aire ascendente.
Elevación de cresta
La sustentación de cresta se produce cuando el viento choca con una montaña, acantilado, colina, duna de arena o cualquier otro terreno elevado. El aire es empujado hacia arriba por la cara de barlovento de la montaña, creando la sustentación. La zona de sustentación que se extiende desde la cresta se denomina banda de sustentación. Siempre que el aire se eleve más rápido que la tasa de caída de los planeadores, éstos pueden elevarse y ascender en el aire ascendente volando dentro de la banda de sustentación paralela a la cresta. El vuelo en cresta también se conoce como vuelo en pendiente.
Ondas de sotavento
El tercer tipo principal de sustentación utilizado por los pilotos de planeadores son las ondas de sotavento que se producen cerca de las montañas. La obstrucción del flujo de aire puede generar ondas estacionarias con zonas alternas de sustentación y hundimiento. La cima de cada pico de ola suele estar marcada por formaciones de nubes lenticulares.
Convergencia
Otra forma de sustentación resulta de la convergencia de masas de aire, como en el caso de un frente de brisa marina. Otras formas más exóticas de sustentación son los vórtices polares que el proyecto Perlan espera utilizar para elevarse a grandes alturas.En Australia, los pilotos de planeadores también han utilizado un fenómeno poco común conocido como Morning Glory.

## Rendimiento

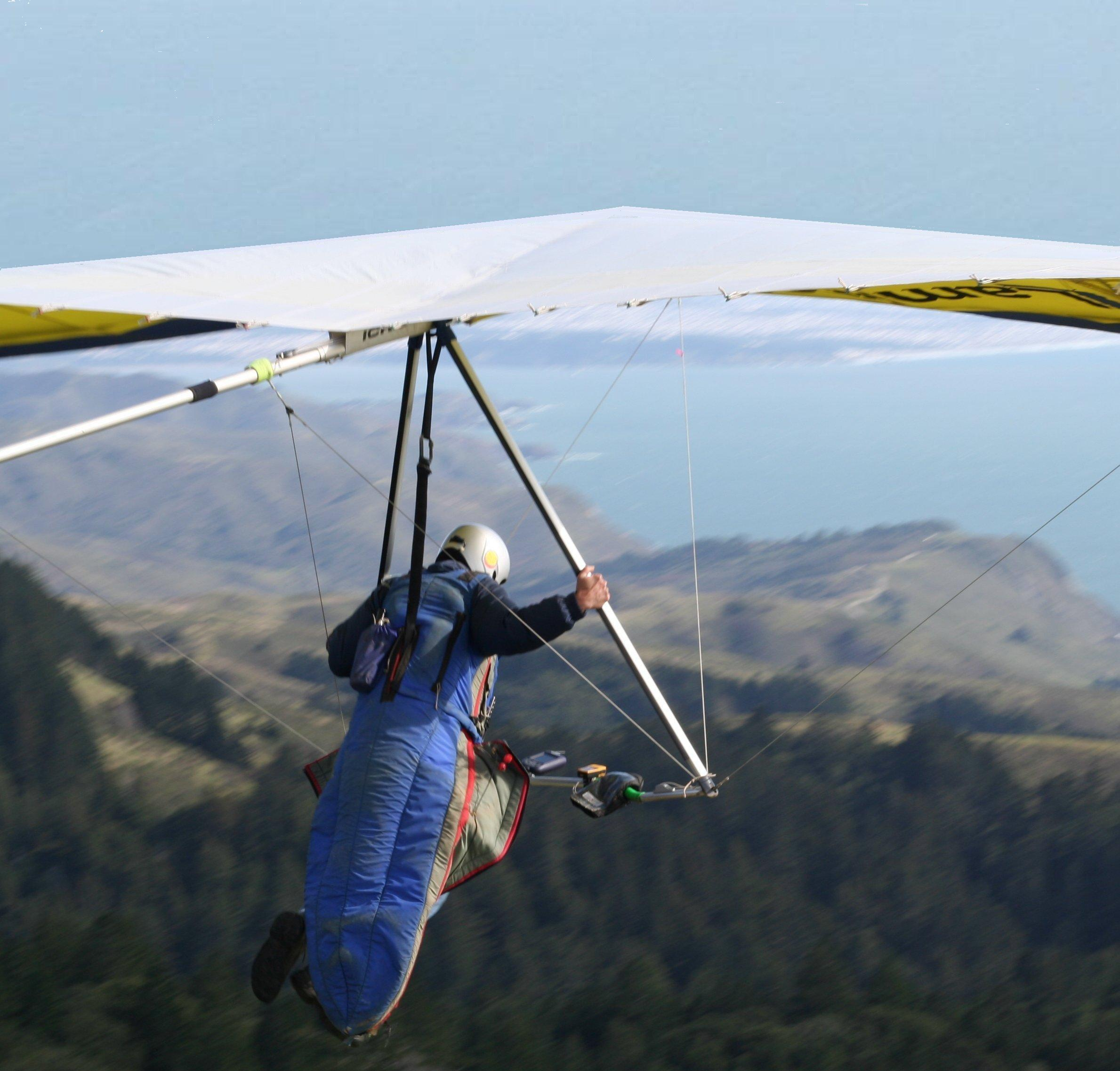
Despegue de ala delta desde el monte Tamalpais

Con cada generación de materiales y con las mejoras en la aerodinámica, el rendimiento de las alas delta ha aumentado. Una medida del rendimiento es la tasa de planeo. Por ejemplo, una relación de 12:1 significa que en aire suave un ala delta puede avanzar 12 metros mientras solo pierde 1 metro de altitud.
Algunas cifras de rendimiento en 2006:
- Velas sin estabilizador: tasa de planeo ~17:1, rango de velocidad ~30-145 km/h (19-90 mph), mejor planeo a 45-60 km/h (28-37 mph)
- Alas rígidas: tasa de planeo ~20:1, rango de velocidad ~35-130 km/h (22-81 mph), mejor planeo a ~50-60 km/h (31-37 mph).

Lastre
El peso extra que proporciona el lastre es ventajoso si es probable que la sustentación sea fuerte. Aunque los planeadores más pesados tienen una ligera desventaja al ascender en aire ascendente, alcanzan una mayor velocidad en cualquier ángulo de planeo. Esto es una ventaja en condiciones fuertes cuando los planeadores pasan poco tiempo ascendiendo en térmicas.

## Estabilidad y equilibrio

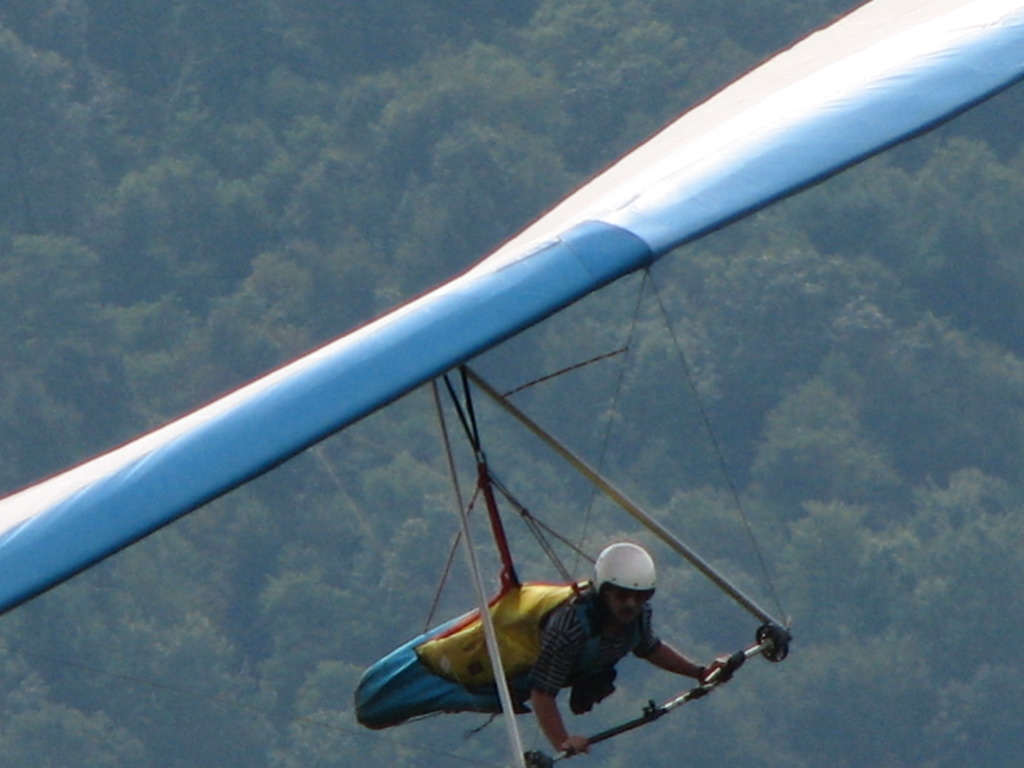
Ala delta de ala flexible de alto rendimiento. 2006

Dado que las alas delta se utilizan sobre todo para el vuelo recreativo, se prima un comportamiento suave, especialmente en la entrada en pérdida y la estabilidad natural del cabeceo. La carga alar debe ser muy baja para que el piloto pueda correr lo suficiente como para superar la velocidad de la entrada en pérdida. A diferencia de un avión tradicional con fuselaje extendido y empenaje para mantener la estabilidad, las alas delta confían en la estabilidad natural de sus alas flexibles para volver al equilibrio en guiñada y cabeceo. La estabilidad en alabeo suele estar cerca del punto muerto. En aire calmo, un ala correctamente diseñada mantendrá un vuelo equilibrado con poca intervención del piloto. El piloto de ala flexible está suspendido bajo el ala por una correa atada a su arnés. El piloto está tumbado en decúbito prono (a veces supino) dentro de un gran marco de control metálico triangular. El vuelo controlado se consigue empujando y tirando de este marco de control, desplazando así su peso hacia delante o hacia atrás, y hacia la derecha o hacia la izquierda en maniobras coordinadas.
Alabeo
La mayoría de las alas flexibles están configuradas con un alabeo casi neutro debido al deslizamiento lateral (efecto anhedral). En el eje de alabeo, el piloto desplaza su masa corporal utilizando la barra de control del ala, aplicando un momento de alabeo directamente al ala. El ala flexible está construida para flexionar diferencialmente a lo largo de la envergadura en respuesta al momento de balanceo aplicado por el piloto. Por ejemplo, si el piloto desplaza su peso hacia la derecha, el borde de fuga del ala derecha se flexiona más que el izquierdo, creando una sustentación diferente que hace girar la vela hacia la derecha.
Guiñada
El eje de guiñada se estabiliza mediante el barrido hacia atrás de las alas. La plataforma barrida, al guiñar fuera del viento relativo, crea más sustentación en el ala que avanza y también más resistencia, estabilizando el ala en guiñada. Si un ala avanza por delante de la otra, presenta más superficie al viento y provoca más resistencia en ese lado. Esto hace que el ala que avanza vaya más lenta y retroceda. El ala está en equilibrio cuando la aeronave se desplaza en línea recta y ambas alas presentan la misma superficie al viento.
Cabeceo
La respuesta del control de cabeceo es directa y muy eficiente. Está parcialmente estabilizado por el lavado combinado con el barrido de las alas, lo que resulta en un ángulo de ataque diferente de las superficies de sustentación más traseras del planeador. El centro de gravedad del ala está cerca del punto de suspensión y, a la velocidad de trimado, el ala volará «sin manos» y volverá al trimado después de perturbaciones. El sistema de control de cambio de peso solo funciona cuando el ala está cargada positivamente (con el lado derecho hacia arriba). Los dispositivos de cabeceo positivo, como las líneas réflex o las varillas de lavado, se emplean para mantener una cantidad mínima segura de lavado cuando el ala está descargada o incluso cargada negativamente (boca abajo). Volar más rápido que la velocidad de trimado se consigue desplazando el peso del piloto hacia delante en el cuadro de mando; volar más lento desplazando el peso del piloto hacia la popa (empujando hacia fuera).
Además, el hecho de que el ala esté diseñada para doblarse y flexionarse proporciona una dinámica favorable análoga a la suspensión de un muelle. Esto proporciona una experiencia de vuelo más suave que un ala delta rígida de tamaño similar.

## Instrumentos
Para maximizar la comprensión del piloto de cómo está volando el ala delta, la mayoría de los pilotos llevan instrumentos de vuelo. Los más básicos son un variómetro y un altímetro, a menudo combinados. Algunos pilotos más avanzados también llevan indicadores de velocidad y radios. Cuando vuelan en competencia o campo a través, los pilotos suelen llevar también mapas y/o unidades GPS. Las alas delta no tienen paneles de instrumentos como tales, por lo que todos los instrumentos están montados en el marco de control del parapente u ocasionalmente atados al antebrazo del piloto.

### Variómetro

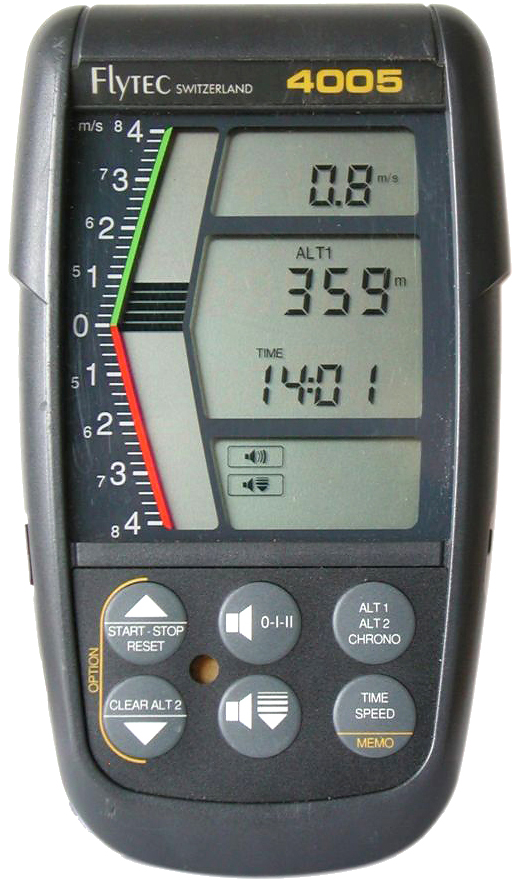
Varioaltímetro (c. 1998)

Los pilotos de planeador son capaces de percibir las fuerzas de aceleración cuando entran por primera vez en una térmica, pero tienen dificultades para calibrar el movimiento constante. Así, es difícil detectar la diferencia entre el aire que sube constantemente y el aire que baja constantemente. Un variómetro es un indicador de velocidad vertical muy sensible. El variómetro indica la velocidad de ascenso o de descenso con señales acústicas (pitidos) y/o una pantalla visual. Estas unidades suelen ser electrónicas, varían en sofisticación y a menudo incluyen un altímetro y un indicador de velocidad aerodinámica. Las unidades más avanzadas suelen incorporar un barógrafo para registrar los datos de vuelo y/o un GPS integrado. El propósito principal de un variómetro es ayudar a un piloto a encontrar y permanecer en el «núcleo» de una térmica para maximizar la ganancia de altura y, a la inversa, indicarle cuándo está en aire que se hunde y necesita encontrar aire que sube. A veces, los variómetros son capaces de realizar cálculos electrónicos para indicar la velocidad óptima de vuelo en determinadas condiciones. La teoría MacCready responde a la pregunta de a qué velocidad debe volar un piloto entre térmicas, teniendo en cuenta la sustentación media que espera en la siguiente térmica y la cantidad de sustentación o hundimiento que encuentra en modo crucero. Algunos variómetros electrónicos realizan los cálculos automáticamente, teniendo en cuenta factores como el rendimiento teórico del planeador (tasa de planeo), la altitud, el peso del gancho y la dirección del viento.

### Radio

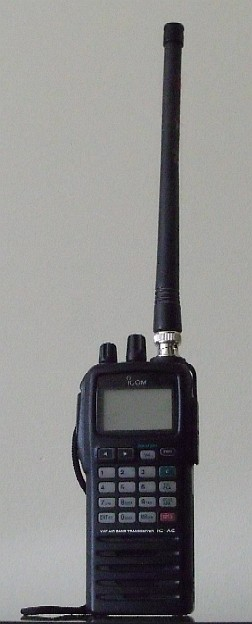
Radio de aeronaves

A veces, los pilotos utilizan radios de dos vías para entrenarse y para comunicarse con otros pilotos en el aire así como con el personal de tierra cuando realizan vuelos internacionales. 
Un tipo de radio utilizado son los transceptores portátiles PTT (Pulsa y Habla), que funcionan en VHF FM. Suelen llevar un micrófono en la cabeza o incorporado al casco, y el interruptor PTT se fija al exterior del casco o se sujeta a un dedo. Operar una radio en la banda VHF sin la licencia apropiada es ilegal en la mayoría de los países que han regulado las ondas aéreas (incluyendo Estados Unidos, Canadá, Brasil, etc.), por lo que debe obtenerse información adicional con la asociación nacional o local de Ala Delta o con la autoridad reguladora de radio competente.
Al igual que las aeronaves que operan en el espacio aéreo ocupado por otras aeronaves, los pilotos de ala delta también pueden utilizar el tipo de radio apropiado (es decir, el transceptor de la aeronave en la banda VHF del Servicio Aeromóvil). Puede, por supuesto, estar equipado con un interruptor PTT a un dedo y altavoces dentro del casco. El uso de transceptores de aeronaves está sujeto a normativas específicas del uso en el aire, como las restricciones de frecuencias, pero tiene varias ventajas sobre las radios FM (es decir, de frecuencia modulada) utilizadas en otros servicios. La primera es el gran alcance que tiene (sin repetidores) debido a su modulación de amplitud (es decir, AM). Segundo es la capacidad de contactar, informar y ser informado directamente por los pilotos de otras aeronaves de sus intenciones, mejorando así la evitación de colisiones y aumentando la seguridad. La tercera es permitir una mayor libertad en los vuelos a distancia en espacios aéreos regulados, en los que la radio de la aeronave es normalmente un requisito legal. En cuarto lugar, la frecuencia de emergencia universal controlada por todos los demás usuarios y satélites y utilizada en caso de emergencia o emergencia inminente.

### GPS
El GPS (Sistema de Posicionamiento Global) puede utilizarse como ayuda a la navegación. En las competencias, se utiliza para verificar que el concursante ha llegado a los puntos de control requeridos.

## Récords
Los récords están sancionados por la FAI (por sus siglas en francés). El récord mundial de distancia en línea recta lo ostenta Dustin B. Martin, con una distancia de 764 km (475 mi) en 2012, con origen en Zapata, Texas.
Judy Leden (GBR) ostenta el récord de altitud para un ala delta lanzada en globo: 11.800 m (38.800 pies) en Wadi Rum, Jordania, el 25 de octubre de 1994. Asimismo, Leden ostenta el récord de ganancia de altura: 3.970 m (13.025 pies), establecido en 1992.
Los récords de altitud de alas delta lanzadas en globo:
| Altitud (ft) | Ubicación                        | Piloto          | Fecha                   | Referencia |
| ------------ | -------------------------------- | --------------- | ----------------------- | ---------- |
| 38,800       | Wadi Rum, Jordan                 | Judy Leden      | 25 de octubre de 1994   | [ 22 ]     |
| 33,000       | Edmonton, Alberta, Canada        | John Bird       | 29 de agosto de 1982    | [ 24 ]     |
| 32,720       | California City, California, USA | Stephan Dunoyer | 9 de septiembre de 1978 | [ 25 ]     |
| 31,600       | Mojave Desert, California, USA   | Bob McCaffrey   | 21 de noviembre de 1976 | [ 26 ]     |
| 17,100       | San Jose, California, USA        | Dennis Kulberg  | 25 de diciembre de 1974 | [ 27 ]     |

## Competiciones

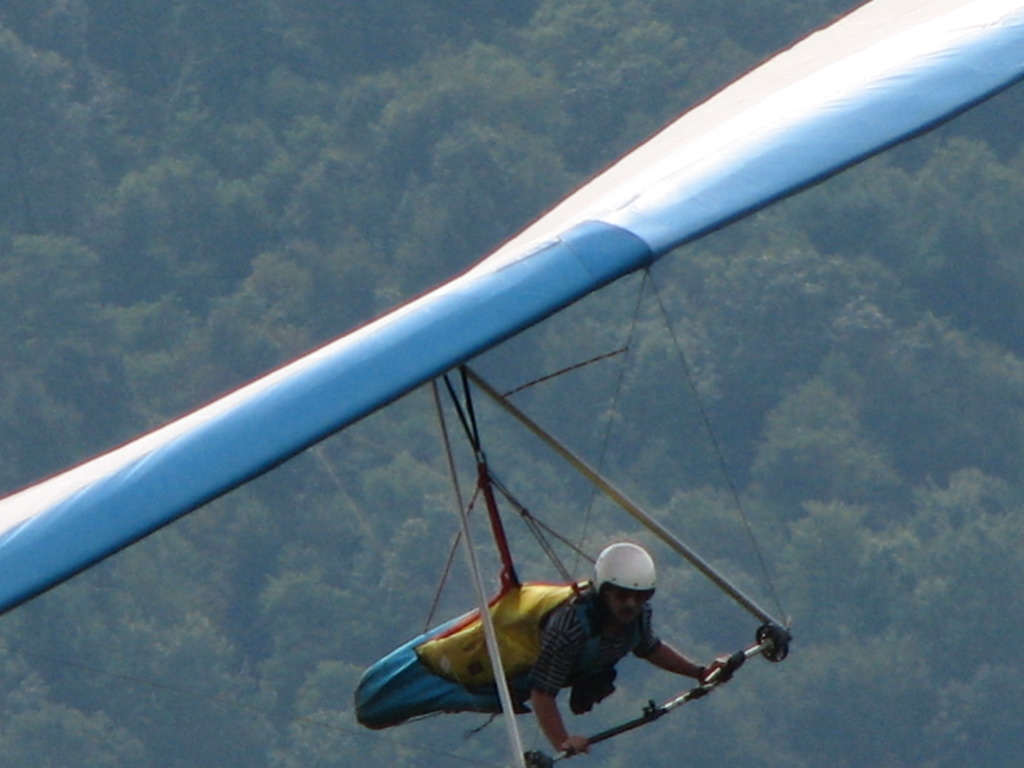
Ala delta moderna.

Las competiciones empezaron con «volar el máximo tiempo posible» y aterrizajes puntuales. Con el aumento del rendimiento, el vuelo campo a través los ha sustituido en gran medida. Normalmente hay que pasar de dos a cuatro waypoints con un aterrizaje en una meta. A finales de los 90 se introdujeron unidades GPS de baja potencia que han sustituido por completo a las fotografías de la meta. Cada dos años se celebra un campeonato mundial: el Campeonato del Mundo Rígido y Femenino de 2006 fue organizado por Quest Air en Florida y Big Spring (Texas) acogió el Campeonato del Mundo de 2007.  Asimismo, el ala delta es una de las categorías de competencia en los Juegos Aéreos Mundiales organizados por la FAI, que mantiene una cronología de los Campeonatos Mundiales FAI de Ala delta.
Los objetivos principales de competencia son:
- Distancia en línea recta.
- Ganancia de altura.
- Distancia hasta un objetivo declarado.
- Tiempo y distancia en un circuito triangular.[2]

Otras modalidades de competición son las acrobáticas y las de Speedgliding, en las que el objetivo es descender de una montaña lo más rápido posible pasando por varias puertas de forma similar al esquí de descenso.

### Clases

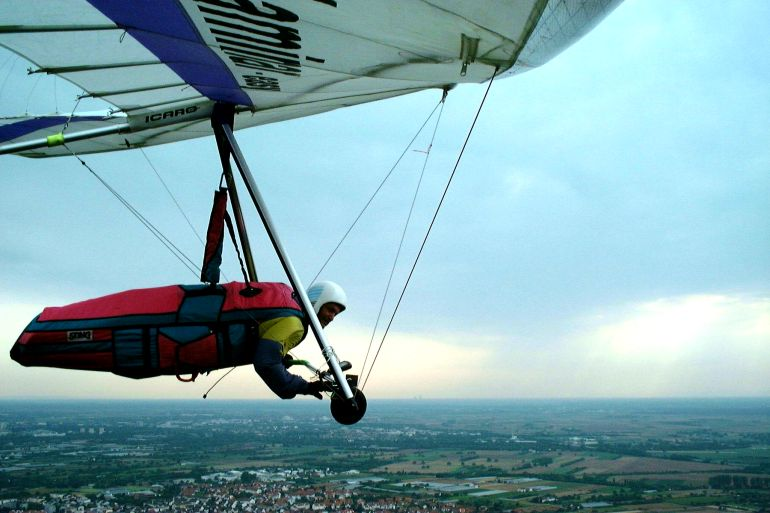
Ala delta moderna de «ala flexible».

A efectos competitivos, existen tres clases de ala delta:
- Clase 1: el ala delta de ala flexible, con vuelo controlado en virtud del peso desplazado del piloto. No es un parapente. Las alas delta de clase 1 vendidas en Estados Unidos suelen estar homologadas por la Asociación de Fabricantes de Alas delta.[30]
- Clase 5: el ala delta de ala rígida, cuyo vuelo se controla mediante spoliers, por lo general en la parte superior del ala.Tanto en las alas flexibles como en las rígidas, el piloto cuelga por debajo del ala sin ningún carenado adicional.
- Clase 2: designada por la FAI como Subclase O-2, en la que el piloto está integrado en el ala mediante un carenado. Estas ofrecen las mejores prestaciones y son las más caras.

## Arnés motorizado

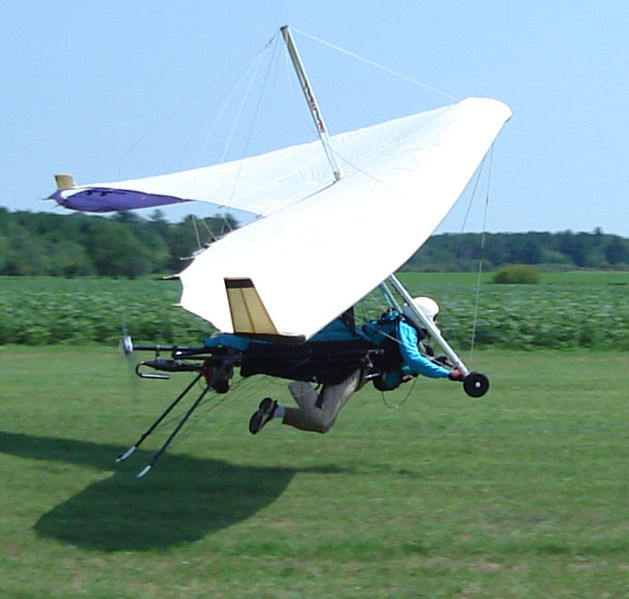
Arnés motorizado.

Algunos pilotos que viven en áreas sin montañas, optan por utilizar un arnés motorizado, el cual cuenta con una estructura metálica muy ligera que lleva montado un motor de dos tiempos marca Radne Raket de 118cc y 14hp. El arnés se engancha al planeador de manera acostumbrada y se utiliza la propulsión de su hélice (50 kg aprox.) para despegar y encontrar corrientes ascendentes de aire y planear normalmente. Estos arneses motorizados llevan nombres como NRG, DoodleBug, Explorer, Raven, Filo, Wasp y X1.

## Maniobra aérea acrobática
Existen cuatro maniobras acrobáticas básicas en un ala delta:
- Bucle: una maniobra que comienza en un picado a nivel de las alas, asciende, sin rodar, hasta el ápice donde el planeador está boca abajo, con las alas a nivel (volviendo por donde vino), y luego vuelve a la altitud y rumbo iniciales, de nuevo sin rodar, habiendo completado una trayectoria aproximadamente circular en el plano vertical.
- Tirabuzón: un tirabuzón se puntúa desde el momento en que un ala entra en pérdida y el parapente gira notablemente hacia el tirabuzón. El rumbo de entrada se anota en este punto. El planeador debe permanecer en barrena durante al menos 1/2 vuelta para obtener puntos por versatilidad en barrena.
- Rollover: una maniobra donde el rumbo del ápice es menos de 90° a la izquierda o derecha del rumbo de entrada.
- Ascenso: maniobra en la que el rumbo del vértice es superior a 90° a la izquierda o a la derecha del rumbo de entrada.

## Diferencia entre planeador, ala delta y parapente
Puede haber confusión cuando se trata de diferenciar planeadores, alas delta y parapentes. Tanto los parapentes como las alas delta son aeronaves planeadoras lanzadas a pie y en ambos casos el piloto está suspendido («cuelga») por debajo de la superficie de sustentación, pero «ala delta» es el término por defecto para aquellas en las que el fuselaje contiene estructuras rígidas. La estructura primaria de los parapentes es flexible, y consiste principalmente en material tejido.
|                                                              | Parapente | Ala delta | Planeador |
| ------------------------------------------------------------ | --- | --- | --- |
| Chasis                                                       | Utilización de las piernas del piloto para el despegue y el aterrizaje | Utilización de las piernas del piloto para el despegue y el aterrizaje                                                                 | La aeronave despega y aterriza utilizando un tren de aterrizaje con ruedas o patines |
| Estructura del ala                                           | Totalmente flexible, su forma se mantiene únicamente gracias a la presión del aire que entra y sale del ala durante el vuelo y a la tensión de los cordinos. | Generalmente flexible, pero apoyado en un armazón rígido que determina su forma (nótese que también existen alas delta de ala rígida)  | Superficie alar rígida que envuelve totalmente la estructura del ala |
| Posición del piloto                                          | Sentado en un arnés | Normalmente en decúbito prono en un arnés en forma de capullo suspendido del ala; también es posible en posición sentada y supina      | Sentado en un asiento con arnés, rodeado de una estructura resistente a los choques |
| Rango de velocidad (velocidad de pérdida - velocidad máxima) | El más lento - normalmente de 25 a 60 km/h para planeadores recreativos (más de 50 km/h requiere el uso de un acelerador), por lo tanto más fácil de despegar y volar con vientos flojos; menor penetración del viento; la variación del cabeceo se puede conseguir con los mandos. | Más rápidos que los parapentes, más lentos que los planeadores o veleros                                                               | Velocidad máxima de hasta 280 km/h (170 mph); velocidad de pérdida de 65 km/h (40 mph); capaz de volar en condiciones de viento turbulento y sortear el mal tiempo; buena penetración con viento en contra |
| Máxima tasa de planeo                                        | Alrededor de 10, el rendimiento de planeo relativamente pobre dificulta los vuelos de larga distancia; el récord mundial actual (en mayo de 2017) es de 564 kilómetros (350 mi) | Unos 17, con hasta 20 para alas rígidas                                                                                                | Veleros de clase abierta: normalmente en torno a 60:1, pero en los aviones más comunes de 15-18 metros de envergadura, las relaciones de planeo se sitúan entre 38:1 y 52:1;[34] el alto rendimiento de planeo permite vuelos de larga distancia, con 3.000 kilómetros (1.900 mi) como récord actual (en noviembre de 2010). |
| Radio de giro                                                | Radio de giro más cerrado | Radio de giro algo mayor que el de los parapentes, mayor que el de los planeadores/veleros                                             | Radio de giro más amplio, pero capaz de girar en térmicas cerradas |
| Aterrizaje                                                   | Se requiere menor espacio para aterrizar, lo que ofrece más opciones de aterrizaje desde vuelos campo a través; también es más fácil de empaquetar y transportar como una bolsa hasta la carretera más cercana.                                                                     | Se requiere una superficie plana de 15 m a 60 m de longitud; una sola persona puede desmontarla y llevarla a la carretera más cercana. | Los aterrizajes pueden realizarse en un campo de unos 250 m de longitud. La recuperación aérea puede ser posible, pero si no, se necesita un remolque especializado para recuperarlo por carretera. Algunos planeadores tienen motores que eliminan la necesidad de un aterrizaje, si se arrancan a tiempo.                  |
| Aprendizaje                                                  | El más sencillo y rápido de aprender | La enseñanza se imparte en ala delta monoplaza y biplaza.                                                                              | La enseñanza se realiza en un parapente biplaza con doble mando. |
| Facilidad de transporte                                      | Paquetes más pequeños (más fáciles de transportar y almacenar) | Más difíciles de transportar y almacenar; más largas de montar y desmontar; a menudo se transportan en el techo de un coche.           | A menudo se almacenan y transportan en remolques de unos 9 metros de largo, desde los que se aparejan. Aunque los aparejos auxiliares permiten a una sola persona aparejar un planeador, normalmente en el aparejo intervienen 2 o 3 personas. Algunos planeadores de uso frecuente se almacenan ya aparejados en hangares.  |
| Costo                                                        | El costo de uno nuevo es de 1 500 euros en adelante,más barato pero menos duradero (unas 500 horas de vuelo, dependiendo del tratamiento), mercado de segunda mano activo | | El costo de un planeador nuevo es muy elevado (el más alto de la gama, turbo de 18 m con instrumentos y remolque, 200.000 euros), pero es duradero (hasta varias décadas), por lo que existe un activo mercado de segunda mano; el costo típico oscila entre 2000 y 145 000 euros.                                           |

El ala delta en los medios de comunicación (sección)
- 1973: se produce la primera película sobre el deporte del ala delta, The New Freedom. Fue distribuida por Paramount Communications, una división de cortometrajes de Paramount Pictures.[40]